# SAMIL 4x4

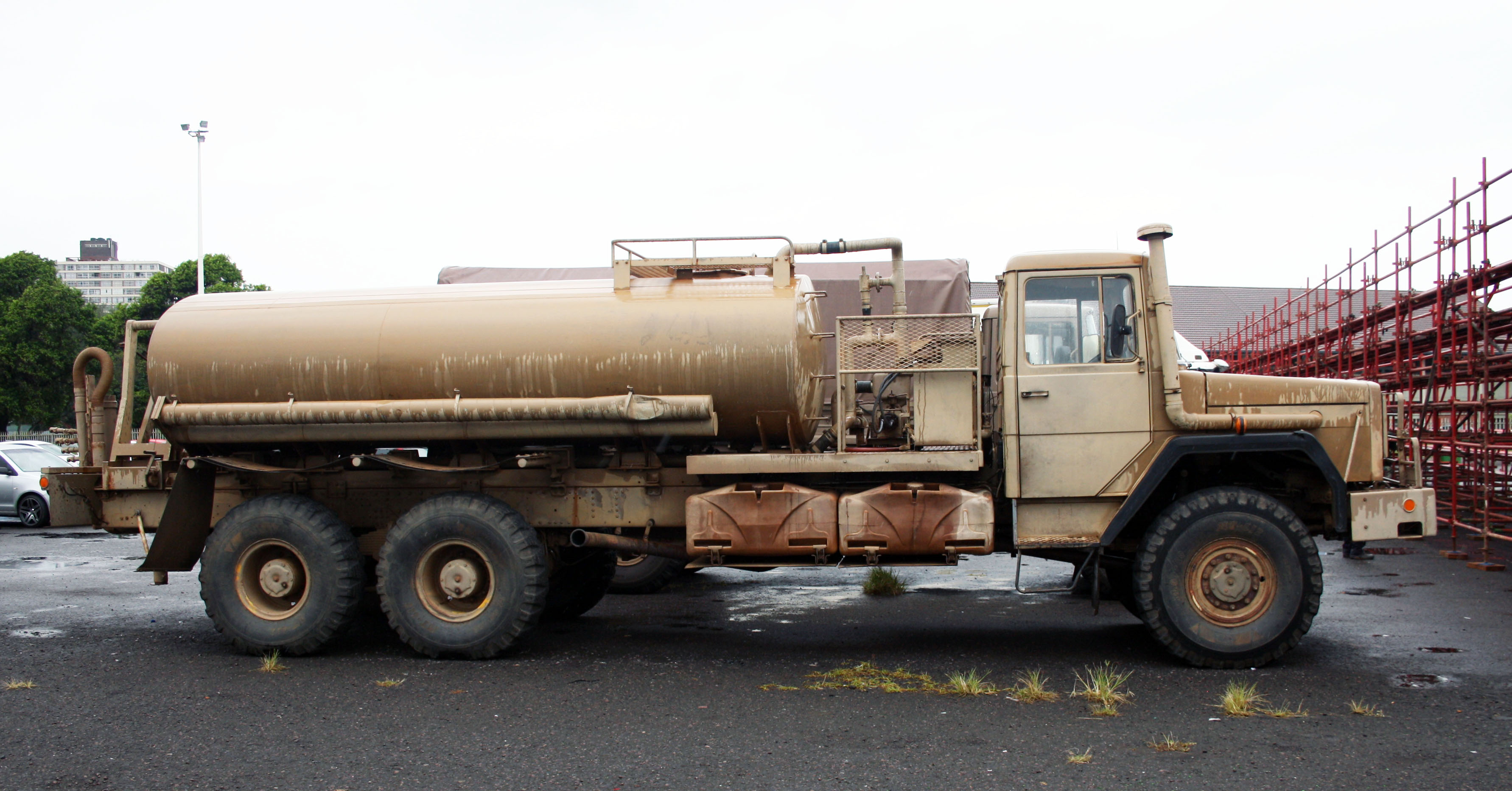
SAMIL 100

I camion SAMIL Trucks (South African MILitary) sono i veicoli di trasporto logistici standard della South African National Defence Force. Le versioni civili di questi camion sono denominate SAMAG (South African MAGirus).
La produzione di questi veicoli si è conclusa nel 1998.
Con 2,5 tonnellate di capacità di trasporto può venire anche armato con il lanciarazzi Valkiri.